# Monika Šalkutė
Monika Šalkutė est une joueuse de volley-ball lituanienne, née le 3 mai 1993 à Vilnius. Elle mesure 1,86 m et joue au poste de réceptionneuse-attaquante.

## Clubs
| Club                            | De        | À         |
| ------------------------------- | --------- | --------- |
| Vilniaus SM "Tauras" - VTC      | 2007-2008 | 2011-2012 |
| Université de Syracuse          | 2012-2013 | 2015-2016 |
| Volley Köniz                    | 2016-2017 | 2016-2017 |
| Évreux Volley-ball              | 2017-2018 | 2017-2018 |
| Stade Français                  | 2018-2019 | 2018-2019 |
| Pays d'Aix Venelles Volley-Ball | 2019-2020 | 2019-2020 |
| Stade Français                  | 2020-2021 | en cours  |